# دالان‌کن معمولی
دالان‌کن معمولی (نام علمی: Geositta cunicularia) نام یک گونه از سرده دالان‌کن‌ها است.